# Волфах
Волфах (на немски: Wolfach) е град в Среден Шварцвалд в Баден-Вюртемберг, Германия с 5774 жители (към 31 декември 2015). Намира се при сливането на реките Волф и Кинциг.
Волфах е споменат за пръв път през 1084 г. като Wolphaha, след това като: Wolphaa (1091), Wolua (1101), Wolfacha (1148), Wolva (1252), Wolfach inferius (1275), Wolva (1291), Wolvahe (1305) и по-късно също като Wolffach.